# Saint Mary Cayon
Saint Mary Cayon ist eines der 14 Parishes der Inselgruppe St. Kitts und Nevis. Es liegt auf der Hauptinsel Saint Kitts und hat eine Landfläche von 14,72 km². Die Hauptstadt ist Cayon. Im Jahr 2022 wurden 3341 Einwohner gezählt.
Auf dem Gebiet von Saint Mary Cayon wurde im November 2011 das Biosphärenreservat St. Mary’s eingerichtet.